# 十份交流道
23°05′22.4″N 120°05′11.2″E / 23.089556°N 120.086444°E
十份交流道位於臺灣臺南市七股區十份里，為臺灣台61線指標305公里處的交流道。交流道型式目前為半套鑽石型，在2017年11月11日通車，是台61線南部路段最南端通車終點，亦為市道173號與市道173甲線的終點，可前往七股黑面琵鷺保護區及十份。
|  | 305 十份 |  | 西港 十份 |

## 外部連結
- 台61線十份交流道示意圖 （页面存档备份，存于）（交通部公路總局）